# Asim Zec
Asim Zec (* 23. ledna 1994, Bugojno) je bosenský fotbalový útočník, momentálně hrající za bosenský klub FK Sloboda Tuzla.

## Klubová kariéra
Do Hradce Králové přišel v červenci 2012 z bosenského druholigového klubu NK Iskra Bugojno (společně s ním přišel do týmu Hradce i jeho krajan Haris Harba). V Gambrinus lize debutoval v 8. ligovém kole 23. září 2012 v zápase proti domácí Mladé Boleslavi, kdy šel na hřiště v 87. minutě za Jana Šislera. Hradec zápas prohrál 0:1. Ve své první sezóně si připsal 5 prvoligových startů jako střídající hráč, branku nevstřelil. Klub po sezóně 2012/13 sestoupil do 2. ligy.
V únoru 2014 se vrátil do Bosny a Hercegoviny, přestoupil do FK Olimpik Sarajevo.